# 約翰·康諾利 (聯邦調查局)
小約翰·約瑟夫·康諾利（英語：John Joseph Connolly, Jr.，1940年8月1日—），為前聯邦調查局特工。他因為參與冬山幫、與已故的白毛·巴爾傑，以及史蒂芬·佛萊明有關係，而被控敲詐、妨礙司法公正和謀殺等罪名。
美國州警和美國聯邦執法機構嘗試把「白毛」牢入鐵窗多年，但一直拖延至2011年。與此同時，「白毛傑」和佛萊明的上級康諾利（和「白毛」於美國舊港住房區一起長大的），遭當局起訴有關招攬「白毛」提供資料作為線民重點，以致無法無天。1999年12月22日，康諾利被控妨礙「白毛傑」和佛萊明調查、故意發出虛假聯邦調查局報告掩飾相關罪行，和接受賄賂。在2000年，康諾利加控一條名為敲詐罪，2002年，被判聯邦入獄10年。後在2008年，他被控在佛羅里達州涉嫌相關第二級謀殺罪名成立，判入獄40年。他涉嫌在邁亞密進行巴結「白毛傑」提供有關案件作為聯盟，一直有聯繫。
康納利在2011年6月28日，從聯邦監獄獲釋，以及轉移佛羅里達州地方監獄繼續服刑。

## 涉案事件
康諾利涉及包庇所有罪行，當中包括在1981年5月28日，參與位於美國奧克拉荷馬州塔爾薩遭佛萊明謀殺前世界回力球公司董事長及首席執行官羅傑·惠勒；1982年，於邁阿密國際機場停車場內，遭強尼·馬圖納諾謀殺前安達信會計師事務所會計師約翰·卡納漢，並伏屍於凯迪拉克車尾箱內，與此同時，康諾利一直與「白毛傑」和佛萊明通風報信，並收到7000美元賄款、1000美元賄款、洋酒等。

## 影視作品

### 電影
2015年《黑勢力》，描敍了有關犯罪生平。由喬爾·埃哲頓飾演康諾利。

## 外部連結
- Profile on Boston.com （页面存档备份，存于）
- Article on laborers.org （页面存档备份，存于）